# Weboldalak magas PageRankkel
Az alábbi lista a GoogleBar által mutatott PageRank értékek alapján készült. Ezen értékek pontos kiszámítási módja nem ismert, de valószínűleg a PageRank algoritmus eredményének logaritmikusan skálázott mérőszámai, azaz egy pontos különbség is nagyságrendi eltérést jelent. A listán többnyire régebb óta létező oldalak találhatóak, mivel az újabbakra általában nem mutat még nagy mennyiségű hivatkozás.

## PageRank 10
- Adobe.com – Adobe Systems, szoftvercég
- Blogger.com – Blogger.com
- Energy.gov – az Egyesült Államok energetikai minisztériuma
- ERCIM.org – Európai Informatikai és Matematikai Kutatókonzorcium
- Facebook.com – Közösségi alkalmazás, portál
- FirstGov.gov – USA kormányzati portál
- Google.com – Google, a PageRanket alkalmazó keresőrendszer
- Keio.ac.jp – a tokiói Keio Egyetem
- Macromedia.com – Macromedia, szoftvercég
- NASA.gov – NASA,  az Egyesült Államok Nemzeti Légügyi és Űrhajózási Hivatala
- NSF.gov – National Science Foundation, az Egyesült Államok tudományos kutatási ügynöksége
- NYTimes.com The New York Times
- Real.com – RealPlayer
- StatCounter.com – internetes statisztikai szolgáltatás
- W3.org – World Wide Web Consortium
- WebStandards.org – Web Standards Project
- Whitehouse.gov – a Fehér Ház

## PageRank 9
- A9.com Archiválva 2011. február 22-i dátummal a Wayback Machine-ben – A9.com, keresőrendszer
- AAAS.org – American Association for the Advancement of Science
- About.com Archiválva 2011. február 23-i dátummal a Wayback Machine-ben – About.com, portál
- ACM.org – Association for Computing Machinery
- AlltheWeb.com – AlltheWeb, keresőrendszer
- AltaVista.com – AltaVista, keresőrendszer
- AMS.org – Amerikai Matematikai Társaság
- Amazon.com (redirect) – Amazon.com, webbolt
- AOL.com – America Online, portál
- Apache.org – Apache Software Foundation, nyílt forráskódú web szerver
- Apple.com – Apple Computer
- APS.org – Amerikai Fizikai Társaság
- Archive.org – Internet Archive
- Arizona.edu – University of Arizona
- ArXiv.org – ArXiv.org e-print archive
- ASU.edu – Arizona State University
- BarnesAndNoble.com – Barnes & Noble, könyvesbolt
- BBC.co.uk – British Broadcasting Corporation
- Berkeley.edu – University of California, Berkeley
- BlackwellPublishing.com – kiadó
- Bloglines.com – Bloglines, webalapú hírgyűjtő
- Borders.com Archiválva 2008. augusztus 28-i dátummal a Wayback Machine-ben – Borders Group, könyvesbolt
- Boston.com – The Boston Globe, híroldal
- Britannica.com – Encyclopædia Britannica
- Brown.edu – Brown Egyetem
- BU.edu – Bostoni Egyetem
- BusinessWire.com – Business Wire, hírszolgáltatás
- CareerBuilder.com (redirect)
- Cam.ac.uk – Cambridge-i Egyetem
- Cars.com – autós oldal
- CBC.ca – Canadian Broadcasting Corporation
- CDC.gov – Centers for Disease Control and Prevention
- Cell.com – biológiai, biokémiai, rákkutatási cikkek
- CERN.ch – CERN
- CIES.org – Council for International Exchange of Scholars
- Cisco.com – Cisco Systems
- CMU.edu – Carnegie Mellon University
- CNET.com – Cnet, technológiai portál
- CNRS.fr – Centre National de la Recherche Scientifique
- Colorado.edu – University of Colorado at Boulder
- Columbia.edu – Columbia University
- Commerce.gov Archiválva 2021. május 6-i dátummal a Wayback Machine-ben – Department of Commerce
- Computer.org – IEEE Computer Society
- Copyright.gov – U.S. Copyright Office
- Cornell.edu – Cornell University
- CPAN.org – Comprehensive Perl Archive Network
- CreativeCommons.org – Creative Commons
- css-validator - CSS validator
- C-SPAN.org – C-SPAN, Cable-Satellite Public Affairs Network
- CVSHome.org (https) – Concurrent Versions System
- Debian.org – Debian, nyílt forráskódú operációs rendszer
- DHHS.gov – Department of Health and Human Services
- DHS.gov/dhspublic/ – Department of Homeland Security
- DMOZ.org Archiválva 2006. szeptember 28-i dátummal a Wayback Machine-ben – Open Directory Project
- DOC.gov Archiválva 2023. augusztus 1-i dátummal a Wayback Machine-ben – Department of Commerce
- DOI.gov – U.S. Department of the Interior
- DOL.gov – U.S. Department of Labor
- Duke.edu – Duke University
- EB.com Archiválva 2020. december 9-i dátummal a Wayback Machine-ben – Encyclopædia Britannica online
- eBay.com – EBay, aukciós oldal
- Economist.com – híroldal
- Ed.gov – U.S. Department of Education
- Elsevier.com – Elsevier, tudományos és orvosi irodalom kiadó
- EnergyStar.gov – Energy Star
- EPA.gov – Environmental Protection Agency
- ETHZ.ch – ETH Zurich, svájci Szövetségi Technológiai Intézet
- ErekAlert.org – tudományos híroldal
- Europa.eu – az Európai Unió hivatalos honlapja
- Excite.com – Excite, portál
- Expedia.com – Expedia, online utazási ügynökség
- FDA.gov – Food and Drug Administration
- Freshmeat.net – Freshmeat, keresztplatformos szoftver könyvtár
- FSU.edu – Florida State University
- FT.com – Financial Times
- FTC.gov – Federal Trade Commission
- FWS.gov – U.S. Fish and Wildlife Service
- GameSpot.com – GameSpot
- GAO.gov – Government Accountability Office
- GetNetWise.org – Information for dealing with common internet problems
- Gnome.org – GNOME, desktop for Unix operációs rendszer
- GNU.org – GNU Project
- Grants.gov
- Guardian.co.uk – Guardian, angol híroldal
- Harvard.edu – Harvard University
- HUJI.ac.il – Hebrew University
- HHMI.org – Howard Hughes Medical Institute
- HON.ch Archiválva 2012. július 23-i dátummal a Wayback Machine-ben – Health On the Net Foundation
- House.gov – U.S. House of Representatives
- HP.com – Hewlett-Packard
- HTMLHelp.com – Information on web authoring
- IBM.com – International Business Machines
- IRCA.org Archiválva 2017. augusztus 29-i dátummal a Wayback Machine-ben – International Register of Certificated Auditors
- IEEE.org – Institute of Electrical and Electronics Engineers
- IETF.org – Internet Engineering Task Force
- IIE.org – Institute of International Education
- IMDb.com – Internet Movie Database
- Indiana.edu – Indiana University system
- Inria.fr – INRIA, francia nemzeti kutatóintézet
- Intel.com – Intel Corporation
- Internet.com – internet és IT híroldal
- internet2.edu – Internet2
- IOM.edu – Institute of Medicine
- Java.com – Java programozási nyelv
- JHU.edu – Johns Hopkins University
- KDE.org – K Desktop Environment
- Linux.com – Linux operációs rendszer
- LiveJournal.com – LiveJournal
- LOC.gov – Kongresszusi Könyvtár, USA
- Lycos.com – Lycos.com, portál
- MamboServer – nyílt forráskódú PHP tartalomkezelő rendszer
- MapQuest.com – MapQuest
- Microsoft.com – Microsoft Corporation, szoftvercég
- MIT – Massachusetts Institute of Technology
- MovableType.org – Movable Type, kereskedelmi Perl weblog
- Mozilla.org – Mozilla, nyílt forráskód internet eszközök
- MozillaZine.org – MozillaZine
- MSN.com – MSN.com, portál
- MSU.edu – Michigan State University
- MySpace.com – közösségi portál-rendszer
- MySQL.com – MySQL, nyílt forráskód adatbázis motor
- NAP.edu – National Academies Press
- NAS.edu – National Academy of Sciences
- NationalAcademies.org
- NationalGeographic.com – National Geographic
- Nature.com – Nature Publishing Group
- NCAA.org – National Collegiate Athletic Association
- Nedstatbasic.com – statisztikai szolgáltatás
- NetObjects.com Archiválva 2006. január 29-i dátummal a Wayback Machine-ben
- Netscape.com – Netscape, portál
- NewScientist – New Scientist, tudományos magazin
- NewsForge.com – NewsForge
- NIH.gov – National Institutes of Health
- NIST.gov – National Institute of Standards and Technology
- NOAA.gov – National Oceanic & Atmospheric Administration
- NobelPrize.org – Nobel-díj
- NPR.org – National Public Radio
- NPS.gov – National Park Service
- NREL.gov – National Renewable Energy Laboratory
- Oanda.com – fizetőeszköz átváltó oldal
- OpenSource.org – nyílt forráskód
- Opera.com – Opera (böngésző)
- Oracle.com – Oracle Corporation, szoftvercég
- Oreilly.com – O'reilly, számítógépes könyvesbolt
- ORNL.gov – Oak Ridge National Laboratory
- OSTG.com – Open Source Technology Group
- OUP.co.uk – Oxford University Press
- OX.ac.uk – University of Oxford
- PayPal.com – PayPal
- PBS.org – Public Broadcasting Station
- Perl.com – Perl, szkript nyelv
- PHP.net – PHP, webes szkript nyelv
- phpBB.com – phpBB, nyílt forráskódú PHP fórum rendszer
- Pitt.edu – University of Pittsburgh
- Plone.org – Plone, nyílt forráskódú tartalomkezelő rendszer
- Princeton.edu – Princeton University
- PSU.edu – Pennsylvania State University
- Python.org – Python programozási nyelv
- Ranchero.com/netnewswire/
- RealNetworks.com – RealNetworks
- RedHat.com – Red Hat
- Regulations.gov – az USA szövetségi jogalkotásának oldala
- Reuters.com Archiválva 2009. augusztus 2-i dátummal a Wayback Machine-ben (redirect) – Reuters
- Ruby-Lang.org – Ruby programozási nyelv
- Rutgers.edu – Rutgers University
- Sandia.gov – Sandia National Laboratories
- ScienceDirect.com – ScienceDirect
- ScienceMag.com – Science Magazine
- Section508.gov – Section 508 Amendment to the Rehabilitation Act of 1973
- Senate.gov – U.S. Senate
- SI.edu – Smithsonian Institution
- Slashdot.org – Slashdot, technológiai híroldal
- SourceForge.Net – SourceForge, nyílt forráskódú fejlesztési projektek
- Stanford.edu – Stanford Egyetem
- State.gov – U.S. Department of State
- State.tx.gov – Texas portál
- StudyWeb.com Archiválva 2006. január 28-i dátummal a Wayback Machine-ben
- Sun.com – Sun Microsystems
- ThinkGeek.com – ThinkGeek
- Topica.com
- TripAdvisor.com – TripAdvisor
- TRUSTe.org
- UCDavis.edu – University of California, Davis
- UCI.edu – University of California, Irvine
- UCL.ac.uk Archiválva 2002. január 25-i dátummal a Wayback Machine-ben – University College London
- UCSB.edu – University of California, Santa Barbara
- UIUC.edu – University of Illinois at Urbana-Champaign
- UMD.edu – University of Maryland, College Park
- UMich.edu – University of Michigan
- UMN.edu – University of Minnesota
- UN.org – ENSZ
- Unesco.org – UNESCO
- Unicode.org – Unicode
- UPenn.edu – University of Pennsylvania
- USAJobs.opm.gov – az USA szövetségi kormányának munkaügyi oldala
- USAToday.com – USAToday, híroldal
- USC.edu – University of Southern California
- USDA.gov – U.S. Department of Agriculture
- URGS.gov – U.S. Geological Survey
- USPTO.org – U.S. Patent and Trademark Office
- UTexas.edu – University of Texas at Austin
- UToronto.ca – University of Toronto
- VeriSign.com – VeriSign
- Virginia.edu – University of Virginia
- Vlib.org – World Wide Web Virtual Library
- Wallpaperstock.eu – Wallpaper Stock Europe
- Washington.edu – University of Washington
- WashingtonPost.com – The Washington Post, híroldal
- Watchfire.com
- Weather.com – The Weather Channel
- WHO.int – World Health Organization
- Wikipedia.org – Wikipédia
- WinZip.com – WinZip, kereskedelmi tömörítő program
- Wired.com – Wired.com, híroldal
- Wisc.edu – University of Wisconsin
- Wolfram.com – Mathematica, MathWorld, ScienceWorld
- WordPress.org – WordPress, nyílt forráskódú PHP blog szkript
- WUSTL.edu – Washington University in St. Louis
- XE.com – fizetőeszköz átváltó oldal
- Yahoo.com – Yahoo!, portál
- Yale.edu – Yale University
- YouTube.com – videómegosztó portál